# Тирич Мир
Тирич Мир (на урду: ترچ میر) е най-високия връх на планината Хиндукуш и също така най-високият връх в света извън Хималаите и Каракорум. Височината му е 7708 метра и е разположен в Пакистан, в подножието му се намира град Читрал. Върхът е разположен близо до границата и може да бъде видян и от Афганистан.
Изкачен е за първи път от норвежка експедиция, водена от Арне Нес.